# Базби, Салли
Са́лли Стрефф Ба́зби (англ. Sally Streff Buzbee; род. 7 июня 1965, Уолла-Уолла, Уолла-Уолла, Вашингтон, США) — американская журналистка, главный редактор газеты The Washington Post.

## Биография
Салли Стрефф Базби родилась 7 июня 1965 года в городе Уолла-Уолла, штат Вашингтон, и выросла в области залива Сан-Франциско, пригороде Далласа и Канзас-Сити. Её отец, Элдин Стрефф, работал на американского производителя техники International Harvester, а мать, Моника Стрефф, дипломированной медсестрой в медицинском центре Святой Марии. Салли Базби окончила среднюю школу в городе Олейте, штат Канзас, а после получила степень бакалавра журналистики в Канзасском университете и степень магистра делового администрирования в Джорджтаунском университете.
В 1988 году Базби начала работать репортёром информационного агентства Ассошиэйтед Пресс (АП) в городе Топика, штат Канзас. Там она освещала темы связанные с национальной безопасностью и внешней политикой Соединённых Штатов Америки. В 1995 году она перешла в бюро Ассошиэйтед Пресс в Вашингтоне. В 2004 году переехала в Каир и занимала пост регионального директора АП в Среднем Востоке. В начале 2010 года была назначена заместителем главного редактора бюро АП в Нью-Йорке и участвовала в создании центра АП по глобальной новостной координации и коммуникации с клиентами. С 1 октября 2010 по 2016 год выполняла обязанности руководителя вашингтонского бюро АП.
В январе 2017 года стала старшим вице-президентом и главным редактором АП. За время её работы агентство получило ряд наград, включая Пулитцеровскую премию за международный репортаж и Пулитцеровскую премию за художественную фотографию.
11 мая 2021 года Базби была назначена главным редактором газеты The Washington Post, что сделало её первой женщиной на этом посту. К своим обязанностям она приступила 1 июня 2021 года; под её руководством работают свыше тысячи человек. В 2021 году её кандидатура также рассматривалась на пост главного редактора газеты Los Angeles Times.

## Награды и премии
2019 премия имени Уильяма Аллена Уайта за «выдающуюся журналистскую службу»;
В 2021 году Базби была включена в список 50-ти женщин, «делающих мир лучше», составляемый журналом InStyle.

## Личная жизнь
У Базби есть две дочери: Эмма и Маргарет. Муж Салли, Джон Базби (1966—2016), был сотрудником дипломатической службы и специалистом по Среднему Востоку.